# 三氟丙烯酸
三氟丙烯酸是一种有机化合物，化学式为C3HF3O2，它可用作氟化离子交换树脂与氟化涂膜的单体。它可由2,2,3,3-四氟丙醇经消除、溴化、氧化后，得到2,3,3-三氟-2,3-二溴丙酸再和锌粉反应制得。它也可由三氟乙烯和正丁基锂、二氧化碳依次反应得到。